# Jørgen Hald
Jørgen Hald (25. februar 1854 i Redsted – 25. januar 1947) var Radikale Venstres første partiformand.